# Emil Jellinek

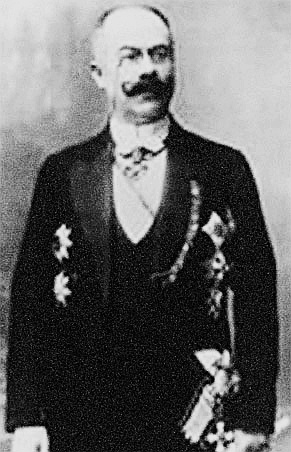
Emil Jellinek-Mercédès

Emil Jellinek-Mercédès (* 6. April 1853 in Leipzig; † 21. Januar 1918 in Genf; bis 1903 Emil Jellinek) war ein österreichisch-ungarischer Geschäftsmann, Diplomat und Automobilrennfahrer.

## Leben
Emil Jellinek war der Sohn des Wiener Rabbiners und Gelehrten Adolf Jellinek und seiner Ehefrau Rosalie, geborene Bettelheim. Rosalie Bettelheim kam 1832 in Budapest zur Welt. Sie verstarb 1892 in Baden bei Wien. Emil Jellinek war in erster Ehe mit Rachel Goggmann Cenrobert (1854–1893), aus einer in Algier ansässigen französisch-sephardischen Familie, verheiratet. Dieser Ehe entstammen die Kinder Adolph, Fernand Raoul und Mercédès Adrienne Ramona Manuela.
In zweiter Ehe war er ab 1899 mit Madeleine Henriette Dittholer oder Anaise Engler verheiratet; die Angaben sind widersprüchlich. Sie hatten die Kinder Alain Didier, Guy, René und Andrée (genannt „Maja“). Emil Jellinek war im Hinblick auf seine Schulbildung das schwarze Schaf in seiner Familie: Der Vater ein Gelehrter, auch die Mutter sehr belesen, die beiden Brüder Professoren, ihm aber lag das schulische Lernen nicht. Mehrmals wechselte er erfolglos die Schule, mit siebzehn kam er bei einer Eisenbahngesellschaft unter, mit neunzehn ging er nach Frankreich. Durch die Beziehungen seines Vaters holte ihn der österreichische Konsul nach Tanger und Tetuan, womit seine Karriere im diplomatischen Dienst begann.

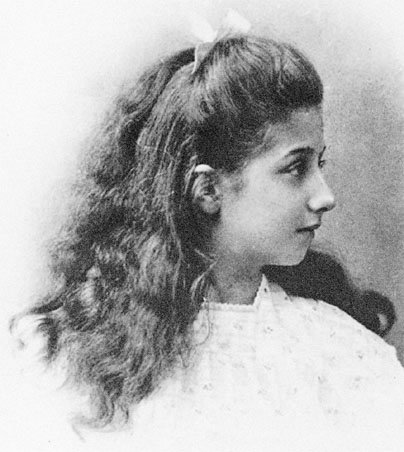
Mercédès Adrienne Manuela Ramona Jellinek

1874 erhielt Jellinek eine Einberufung nach Wien zum Militärdienst, wurde jedoch als untauglich befunden, kehrte als Vizekonsul nach Algerien zurück, organisierte einen Tabakhandel mit seinem künftigen Schwiegervater als Partner und wurde bald recht wohlhabend. Er übernahm nebenbei eine Funktion für eine französische Versicherungsgesellschaft, für die er auch in Wien eine Zweigstelle ins Leben rief, heiratete in Oran, die ersten beiden Söhne wurden dort geboren. Mit der Österreich-Repräsentanz der Versicherungsgesellschaft betraut, zog Jellinek mit der Familie 1884 nach Baden bei Wien, wo er sich später, nachdem dort 1889 die Tochter Mercédès geboren war, die eindrucksvolle Villa Mercedes erbauen ließ. Das Versicherungsgeschäft blühte, auch an der Börse war Jellinek sehr erfolgreich, doch als Mercédès vier Jahre alt war, starb die Mutter. Die Winter verbrachte die Familie nun häufig an der Riviera, wo Kontakte zu heimischem Adel und internationaler Geschäftswelt angeknüpft wurden. Dort begann Jellineks Faszination für das Automobil.
Das erste Fahrzeug von Emil Jellinek war ein De Dion-Bouton Tricycle, später folgte eine Léon-Bollée-Voiturette und eine Benz-Kutsche. Als er 1896 43-jährig durch ein DMG-Inserat in den Fliegenden Blättern auf die Cannstatter Firma aufmerksam wurde, reiste er nach Cannstatt, um mehr über Gottlieb Daimler und Wilhelm Maybach zu erfahren und bestellte einen Daimler-Wagen. Dies war der Beginn einer für beide Seiten sehr fruchtbaren Zusammenarbeit.
Ab 1898 vertrieb Emil Jellinek, der Zugang zur Finanz-Hautevolee und vor allem zur Hautefinance Frankreichs hatte, nun Daimler-Automobile und meldete sie, um den Verkauf anzukurbeln, auch bei Autorennen an. Dabei soll er, inspiriert vom Namen seiner Tochter Mercédès Adrienne Manuela Ramona, selbst unter dem Pseudonym „Monsieur Mercédès“ an Rennen teilgenommen haben. Dies wird allerdings als eine durch Braunbecks Sportlexikon 1910 in die Welt gesetzte Legende bestritten. Richtig sei hingegen, Jellinek habe seinen Daimler-Tourenwagen seiner zehnjährigen Tochter zuliebe auf ihren Rufnamen getauft und als Rennwagen angemeldet, damit am 21. März 1899 bei der Semaine automobile in Nizza mit einer Durchschnittsgeschwindigkeit von 34,57 km/h gesiegt. Jedoch erst ein Jahr später seien unter den Pseudonymen „Mercedes I“ und „Mercedes II“ die Fahrer Wilhelm Bauer und Hermann Braun bei der Rennwoche in Nizza gestartet. Andererseits schreibt Robert Dick in seinem Buch über Autorennen in der Belle Epoque (in Übersetzung):

„Jellinek registrierte für das Rennen nach Magagnosc einen 4,9 l Phoenix für den Fahrer ‚Mercédès‘, und nach 85km und 2h 27min 30sec war es Mercédès, der gesiegt hatte. Wen ließ Mercédès hinter sich? Zwei weitere 4,9l unter ‚Dr. Pascal‘ und Arthur de Rothschild, die beiden besten Kunden des Jellinek-Teams. Natürlich war es Jellinek, der hinter ‚Mercédès‘ stand. Hinter ‚Dr. Pascal‘ verbarg sich der Arzt Henri de Rothschild […], Neffe des Bankiers Arthur. Aber die Hauptarbeit an den Lenkrädern der Rothschild-Daimler wurde von Hermann Braun und Wilhelm Werner geleistet, wenigstens, wenn keine prominenten Zuschauer in Sicht waren. Offenkundige Pseudonyme gehörten zum guten Ton […] ein Tripelsieg, selbst wenn das Rennen nur ein vornehmes Kaffeekränzchen war – und randvolle Bestellbücher.“

Ob Vater Mercédès oder Auto Mercédès – der Vorname von Jellineks Tochter war jedenfalls bald bekannt. Im April 1900 wurde „Mercedes“ zur Produktbezeichnung für eine neue, von Jellinek angeregte Fahrwerks- und Motorkonstruktion, die den Namen „Daimler-Mercedes“ trug. Ab 2. April 1900 hatte Emil Jellinek bis 1909 einen Sitz im Aufsichtsrat der DMG und bestellte insgesamt 36 Automobile für die seinerzeit horrende Summe von 550.000 Goldmark (entspricht 2025 ca. 4.640.000 Euro), woran er aber die von DMG akzeptierte Bedingung nach dem Alleinvertrieb in Österreich-Ungarn, Frankreich, Belgien und den USA knüpfte, wo die Fahrzeuge „Mercedes“ heißen sollten. Im übrigen Vertriebsbereich hießen die neuen Wagen mit größerer Spurweite, niedrigerem Schwerpunkt und stärkerer Motorleistung einfach „Neuer Daimler“. Im Juni 1902 wurde „Mercedes“ dann als Warenzeichen angemeldet und drei Monate später auch gesetzlich geschützt. Im Juni 1903 wurde Emil Jellineks Antrag bewilligt, seinen Familiennamen auf Jellinek-Mercédès abzuändern, und nach der Villa Mercedes in Baden bei Wien entstand eine zweite „Villa Mercedes“ in Nizza, der später dort noch eine weitere „Villa Mercedes II“ folgen sollte.
Jellineks Interesse an Autos flaute allmählich ab, es kam zu immer größeren Meinungsverschiedenheiten, so dass er schließlich bei DMG ausschied und sich seiner konsularischen Karriere ganz widmete.

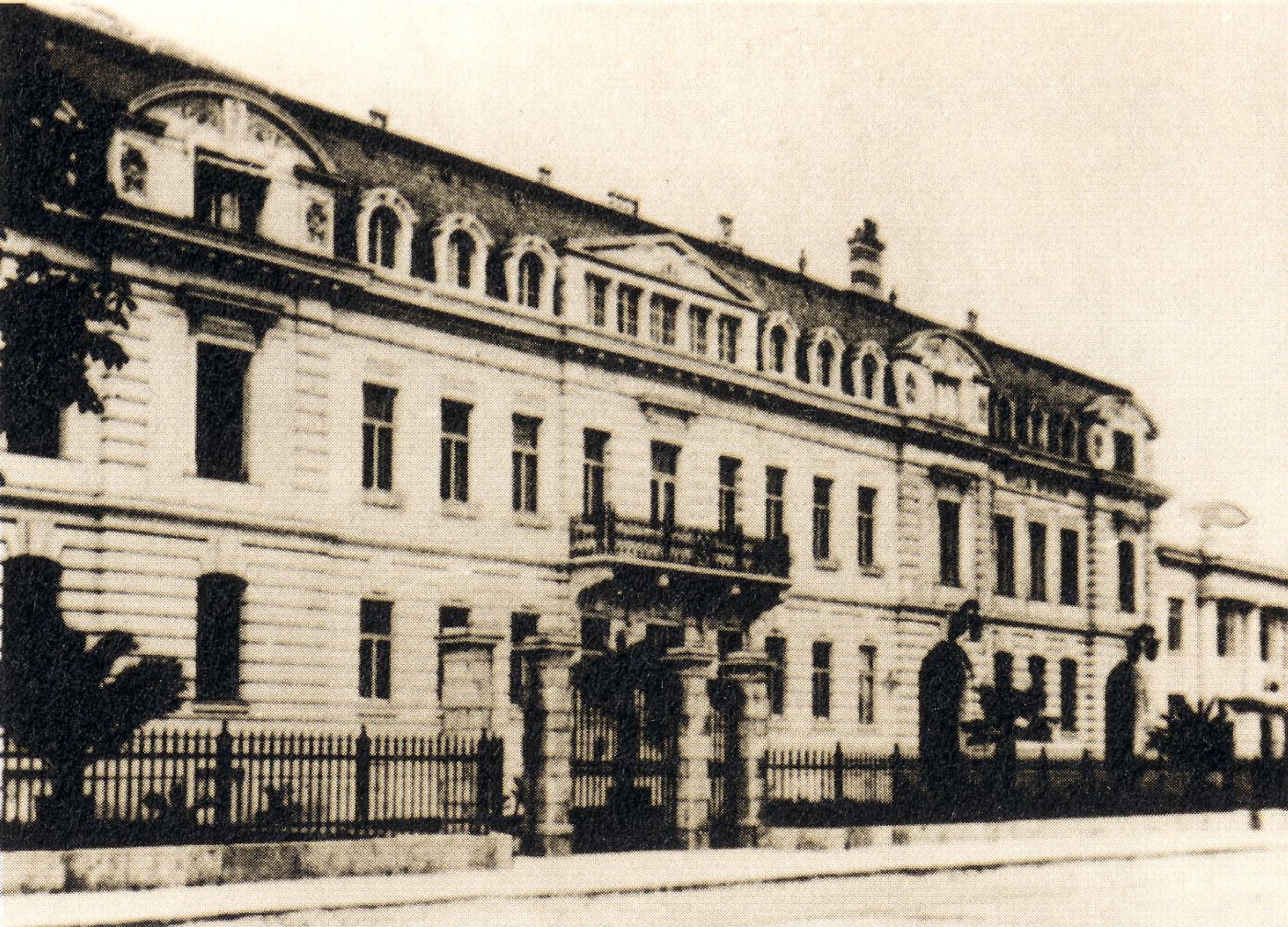
„Mercedeshof“ (samt Garagenzubau), Baden bei Wien, Wiener Straße 45 (Bild: o. J.)

1907 wurde Jellinek österreichisch-ungarischer Generalkonsul in Nizza, und kurze Zeit später Konsul von Mexiko. Ab 1909 war er Leiter des österreichisch-ungarischen Konsulats in Monaco. Er trennte sich völlig von seinen Handelsgeschäften, hatte aber zuvor eine Reihe von Immobilien erworben – zwei Hotels in Nizza, eines in Paris, Casinos, ein immenses Château Robert zwischen Nizza und Toulon, die zwar als sein Privatsitz galt, aber kaum genutzt wurde, die beiden Villen Mercedes I und Mercedes II in Nizza, beide an der Promenade des Anglais gelegen. Die Villa Mercedes in Baden erhielt einen Nachbarn, die Villa Didier, und dort wurde weitergebaut, bis der Komplex „Mercedeshof“ schließlich 50 Zimmer, 8 Bäder und 23 Toiletten umfasste. Seit 1945 ist davon allerdings nur mehr der Garagentrakt erhalten.
Kurz vor Ausbruch des Weltkrieges sollte Jellinek in Österreich für seine französischen Besitzungen besteuert werden. Er überschrieb seine Badener Villa den Kindern, die auf den Semmering zogen, und er kam nicht mehr nach Österreich. Nach Kriegsbeginn wagte man in Frankreich in der Öffentlichkeit nicht mehr Deutsch zu sprechen. Jellinek wurde der Spionage verdächtigt, gleichzeitig verdächtigte man seine französische Frau in Österreich. Die Familie traf sich schließlich 1917 in Genf, wo Jellinek im Jahr darauf im Alter von 64 Jahren starb. Er wurde auf dem Cimetière du Chateau in Nizza in unmittelbarer Nähe zu Léon Gambetta beigesetzt.
Sein Sohn Raoul Fernand Jellinek-Mercedes war förderndes Mitglied des Wiener Musikvereins. Er war der Verfolgung durch die Nationalsozialisten ausgesetzt, ebenso die Kinder von Mercédès.
Emil Jellinek-Mercédès’ Brüder sind der Sprachwissenschaftler Max Hermann Jellinek (1868–1938) sowie der Staatsrechtslehrer Georg Jellinek (1851–1911).